# Дрохвові

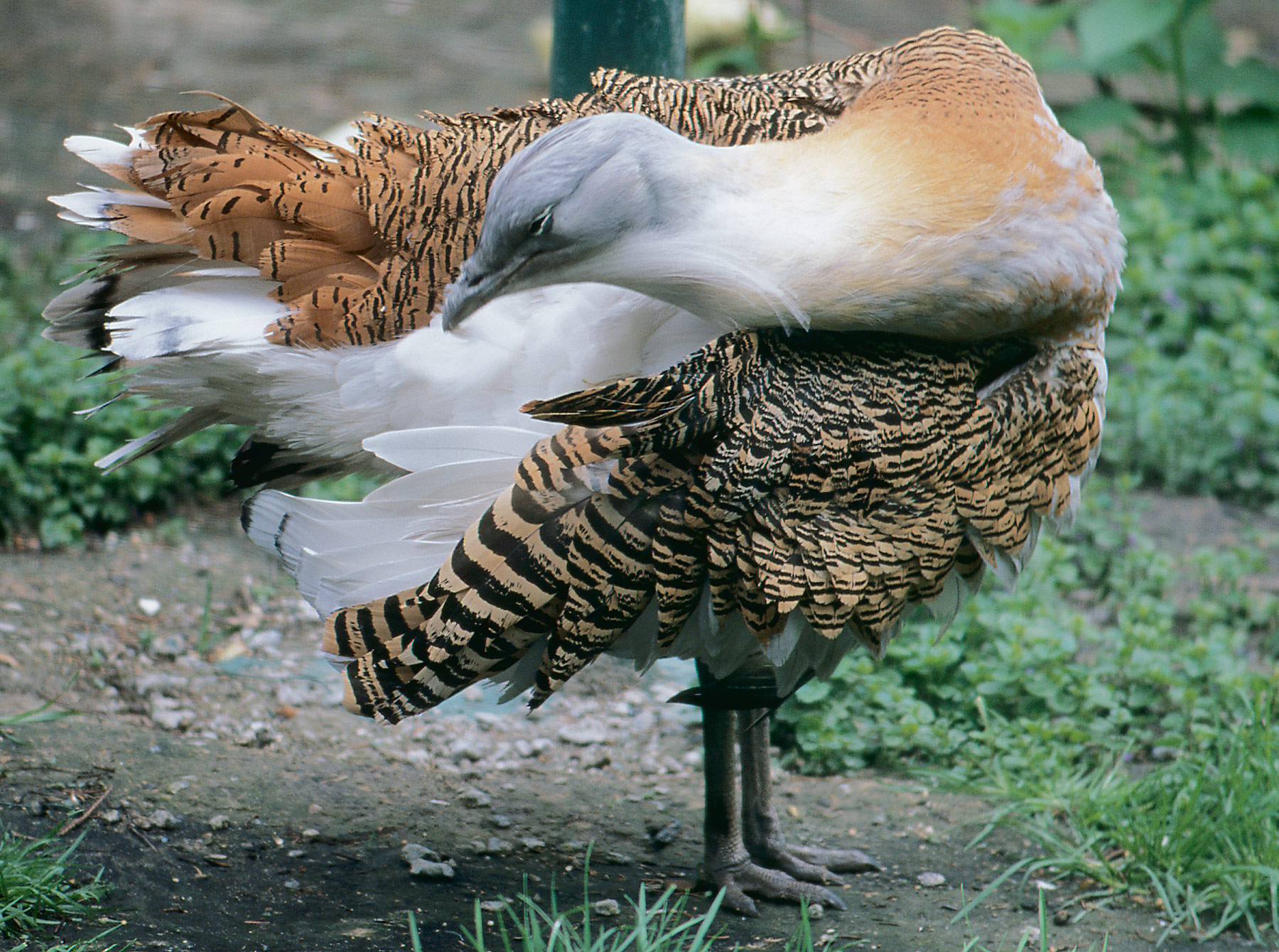
Дрохва

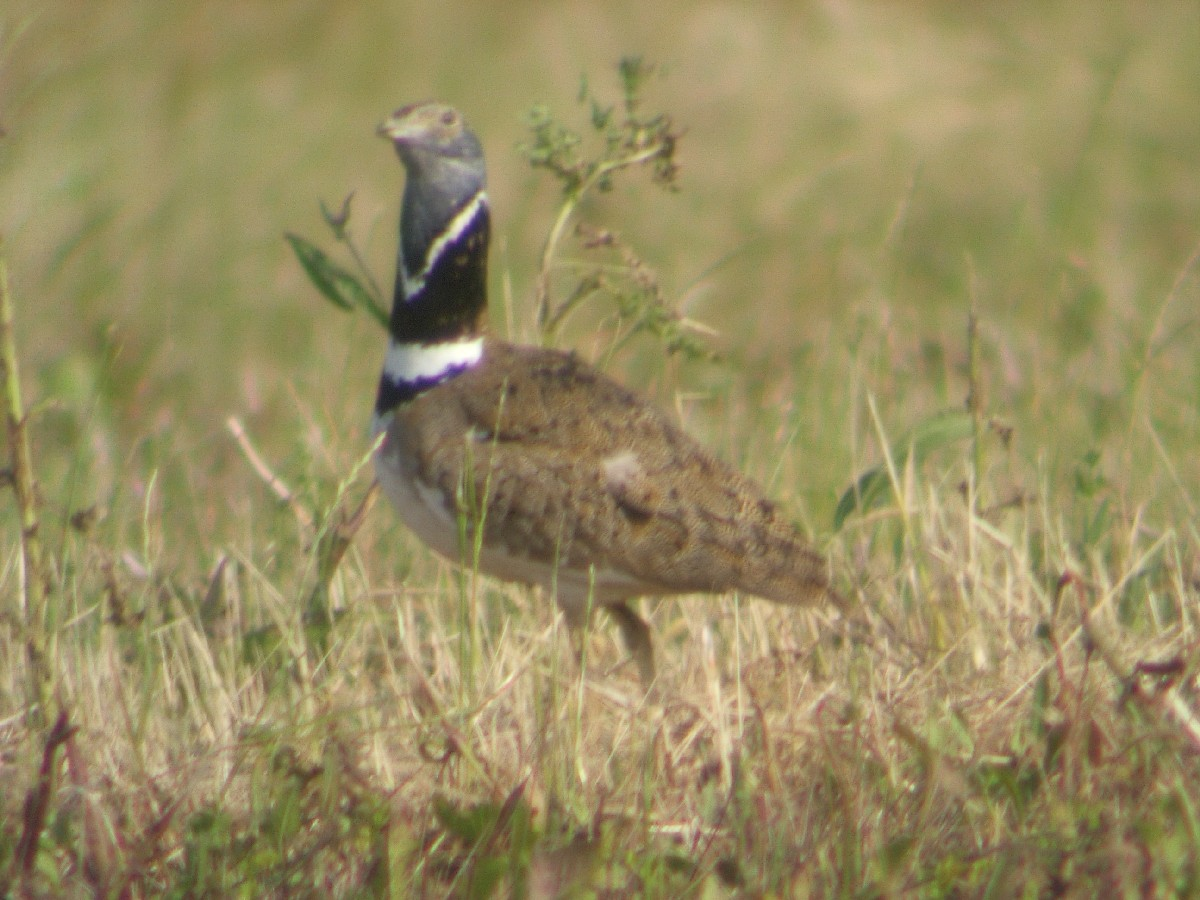
Хохітва

Дрохвові (Otididae) — родина птахів, яку виділяють в окремий ряд Otidiformes. Птахи середніх та великих розмірів, за зовнішнім виглядом нагадують куроподібних. Поширені у Старому Світі та Австралії.

## Морфологічні ознаки
Птахи середніх та крупних розмірів, деякі — найважчі серед сучасних літаючих птахів. Рекордна маса (21—22 кг) зареєстрована у дрохви та Ardeotis kori, найменші за розміром представники — Sypheotides indicus (500—700 г). Оперення верхньої частини тіла маскувальне, варіює від сірого до коричневого з білою та чорною строкатістю. Черевний бік тіла білий, вохристий, чорний або блакитнуватий. Виражений статевий диморфізм. Самці яскравіші та значно більші за самок. Для самців характерним є розвиток різноманітного прикрашаючого пір'я (вуса, чубчики, комірці тощо), які птахи демонструють під час токування. Статура дрохвових міцна. Потужні та довгі ноги мають лише 3 передніх пальці. Шийних хребців 16—17. Цівку вкривають шестигранні щитки. Крила великі та широкі, другорядні махові за довжиною такі самі як першорядні. Хвіст невеликий, але широкий, з 12-20 стерновими перами. Шия видовжена. Характерна сплющена голова. Дзьоб сплющений, гострий та широкий при основі. Добре розвинені сліпі кишки. Куприкової залози немає. Пух росте тільки по аптеріям.

## Поширення та місця існування
Дрохвові поширені у Старому Світі та Австралії. Найрізноманітніші в Африці (18 видів, 15 з яких — ендеміки). У Палеарктиці та Індо-Малайській області гніздяться по 3 види, в Австралії — 1. Населяють степи, савани, напівпустелі та пустелі. Деякі віддають перевагу відкритим чагарниковим біотопам, заходять у розріджені ліси. Добре ходять та бігають. Від небезпеки зазвичай утікають пішки. Великі види злітають з невеликого розбігу.

## Особливості екології
Системи шлюбних відносин досить складні. У деяких існують моногамні пари, більшості властива полігамія та проміскуїтет. Самці токують поодинці або групами на землі або у повітрі, з демонстраційними зльотами. Гніздяться поодиноко або територіальними групами. Яйця насиджують самки. У кладці зазвичай 1—2 яйця, але у палеарктичних дроф та представників роду Sypheotides — до 6 яєць. Інкубація близько місяця. Пташенята виводкові, народжуються зрячими, добре опушеними (забарвлення строкате, маскувальне); годуються самостійно. Виховуються тільки самками. Стають здатними до польоту у віці близько 2 місяців, у великих видів — пізніше. Деякі види (дрохва, стрепет та ін.) у позагніздовий період збираються у великі зграї. Палеарктичні види здійснюють справжні щорічні сезонні міграції, тоді як тропічні та субтропічні види протягом року здійснюють впорядковані кочівлі.
Статевозрілими стають у 2—3 роки.
Дрохвові всеїдні, але основу живлення складають рослинна їжа — листя, бруньки, квіти, насіння, сходи рослин. Поїдають також різноманітних комах (жуків, саранових тощо), ящірок, дрібних гризунів, яйця та пташенят птахів, що гніздяться на землі.

## Значення та охорона
Багато видів у минулому мали значення як мисливська дичина. Через катастрофічне скорочення чисельності протягом останнього століття багато видів стали рідкісними. В Україні зустрічається дрохва та хохітва, занесені до Червоної книги України, полювати на них заборонено.

## Філогенія та систематика
Традиційно дрохвових відносили до ряду журавлеподібних, а пізніше на основі молекулярних даних виділили в окремий ряд Otidiformes. Їх найближчими родичами виявилися зозулеві, а більш далекими — туракові. Ці три групи утворюють кладу Otidimorphae. Час розділення дрохвових та зозулевих за молекулярними даними оцінюють приблизно в 50-60 млн років тому, але в палеонтологічному літописі дрохвові з'являються напрочуд пізно: їхні найдавніші надійно ідентифіковані викопні рештки належать до пліоцену Євразії та Північної Африки (є й сумнівні знахідки міоценового віку).
Родина дрохвових нараховує 8—11 родів, що включають 22—27 видів (згідно з класифікацією Міжнародного союзу орнітологів — 11 родів із 26 видами):
- Рід Дрохва (Otis)
  - Дрохва (Otis tarda)
- Рід Чорна дрохва (Afrotis)
  - Дрохва чорна (Afrotis afra)
  - Дрохва світлокрила (Afrotis afraoides)
- Рід Велика дрохва (Ardeotis)
  - Дрохва аравійська Ardeotis arabs
  - Дрохва африканська (Ardeotis kori)
  - Дрохва індійська (Ardeotis nigriceps)
  - Дрохва австралійська (Ardeotis australis)
- Рід Chlamydotis
  - Джек (Chlamydotis undulata)
  - Chlamydotis macqueenii
- Рід Темнохвоста дрохва (Neotis)
  - Дрохва чорноголова (Neotis ludwigii)
  - Дрохва кафрська (Neotis denhami)
  - Дрохва ефіопська (Neotis heuglinii)
  - Дрохва нубійська (Neotis nuba)
- Рід Корхаан (Eupodotis)
  - Корхаан білочеревий (Eupodotis senegalensis)
  - Корхаан блакитний (Eupodotis caerulescens)
  - Корхаан чорногорлий (Eupodotis vigorsii)
  - Корхаан намібійський (Eupodotis rueppellii)
  - Корхаан малий Eupodotis humilis
- Рід Чубата дрохва (Lophotis)
  - Дрохва рудочуба (Lophotis ruficrista)
  - Дрохва сахелева (Lophotis savilei)
  - Дрохва сомалійська (Lophotis gindiana)
- Рід Чорночерева дрохва (Lissotis)
  - Дрохва чорночерева (Lissotis melanogaster)
  - Дрохва суданська (Lissotis hartlaubii)
- Рід Бенгальський флорікан (Houbaropsis)
  - Флорікан бенгальський (Houbaropsis bengalensis)
- Рід Флорікан (Sypheotides)
  - Флорікан індійський (Sypheotides indica)
- Рід Хохітва (Tetrax)
  - Хохітва (Tetrax tetrax)

Викопні форми
- †Gryzaja Zubareva 1939
- †Ioriotis Burchak-Abramovich & Vekua 1981
- †Miootis Umanskaya 1979
- †Pleotis Hou 1982